# Океаническое расселение животных

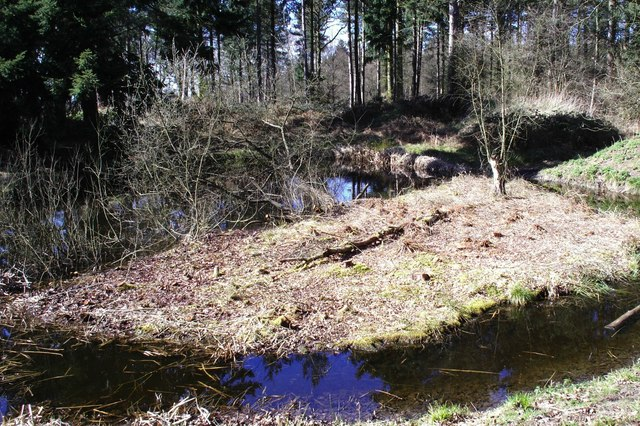
Пример формирования плота, на котором есть растительность и возможно насекомые.

Океаническое расселение животных или дисперсия — это распространение животных на другие континенты посредством передвижения по воде — река, море, океан. На большие расстояние (порой тысячи километров) животные передвигаются на плавающей растительности — островки из почвы и травы, держащейся на поверхности, упавшие в воду большие стволы деревьев. Чаще всего такие примеры встречаются на крупных тропических реках, в пойме которых растут деревья и падают в воду.

## Описание явления
Океаническое расселение сыграло важную роль в распространении видов млекопитающих и других животных на разные острова и континенты. Наиболее показательный пример — Мадагаскар, остров изолирован уже 120 млн лет. Следом идёт Южная Америка, она была изолирована от Северной Америки в большей части кайнозоя. И Мадагаскар и Южная Америка не имели приматов, которые бы развились внутри их биомов, приматы пришли из Африки.
Согласно исследованиям ДНК, общий предок для всех нынешних Мадагаскарских лемуров пересёк Мозамбикский пролив на каком-либо природном аналоге плота (дерево, кустарники) около 50 — 60 млн лет назад, тенрековые попали туда 25-42 млн лет назад, незомииды 20-24 млн лет назад, и мадагаскарские виверры 19-26 млн лет назад.. Обезьяны, ныне живущие в Южной Америке — называемые обезьянами Нового света, — имеют африканское происхождение и, по всем подсчётам, доплывали до Южной Америки по Атлантическому океану в период олигоцена; это было возможным в силу того, что континенты в этот период были значительно ближе, чем сегодня.
Несколько видов игуан живут в Южной части Тихого океана и произошли от игуан, живших в Центральной или Южной Америке; рептилиям удалось проплыть на природных плотах 10 тысяч км. Несколько видов гекконов доплыли из Африки до Южной Америки в период палеогена и неогена — роды Mabuya и африканские мабуи. За последние 9 млн лет сцинки из этой же группы доплывали от Африки до Кабо Верде, Мадагаскара, Сейшельских островов, Коморских островов и Саотры. По всей видимости, сцинки и гекконы — наиболее живучие среди рептилий и животных, они способны плавать тысячи километров, имея минимальные ресурсы для жизни.
Среди плохо летающих птиц можно отметить гоацина, он тоже живёт в Южной Америке, но имеет корни в Африке.
Группы островов колонизируются животными и растениями поступательно — с острова на остров. Примером могут служить Галапагосские острова и постепенно их заселившие дарвиновские вьюрки. Канарские острова хорошо изучены орнитологами, зоологами и ботаниками и также являются ярким примером постепенного распространения животных и растений с острова на остров; на Канарах известен Темнохвостый лавровый голубь, он имеет предков в виде простых голубей, птица адаптировалась к жизни в новых ареалах и теперь является отдельным видом. Схожие процессы происходили в Карибском бассейне и в целом на любом острове и группе островов на Земле.
Пауки из рода Amaurobioides на своей летающей паутине мигрировали из Южной Америки на территорию современной ЮАР около 10 млн лет назад, затем в Австралию, Новую Зеландию, и потом до Чили около 2 млн лет назад. Другой вид пауков — Moggridgea rainbowi, африканский по происхождению паук, но теперь он эндемик для Австралии и попал на этот континент около 16 млн лет назад.
В случае с черепахами Chelonoidis произошла сезонная миграция, они доплыли до Южной Америки из Африки в олигоцене. Эти черепахи способны плавать на большие расстояние с поднятыми головами и обходятся без еды и пресной воды до шести месяцев. Они затем продолжили расселения на Галапагосские острова. Расселение Антракотериевых из Азии в Африку произошло 40 млн лет назад. Относительно недавнее расселение гиппопотамов, потомков антракотериевых, из Африки на Мадагаскар также произошло посредством плавания через пролив.

## Современные зафиксированные примеры
Первый задокументированный природный пример расселения произошёл после ураганов «Луис» и «Мэрилин» в Карибском бассейне в 1995 году. Плот из вырванных с корнями деревьев послужил временным транспортом и домом для 15 зелёных игуан. Они доплыли на деревьях до островов Ангилья и сошли на берег. Зелёные игуаны не жили на этих островах, они обитали в Гваделупе в 300 км от Ангильи. После изучения течений и погодных условий, учёные пришли к выводу, что игуаны успешно провели на плоту 3 недели, они стали размножаться на новом острове спустя 2 дня после высадки.
Антропогенное влияние оказало существенный вклад в образование плотов, на которых могут путешествовать животные. Обработанная составами от гниения древесина и пластик более долговечны, чем природные материалы. В итоге после цунами Тохоку в Японии в 2011 году обнаружено 300 видов которые переселились на обломках вплоть до Западного побережья Северной Америки.